# Гоциридзе, Бека Виссарионович
Бе́ка Виссарио́нович Гоцири́дзе (груз. ბექა ბესარიონის ძე გოცირიძე; род. 21 февраля 1988, Тбилиси) — грузинский футболист, нападающий.

## Карьера

### Клубная
Воспитанник ДЮСШ «Юный динамовец» города Тбилиси, тренеры — Гия Джангавадзе, Тамаз Костава.
Перед переходом в «Днепр» проходил просмотр в немецком «Эрцгебирге» вместе с Шотой Григалашвили. В чемпионате Украины дебютировал 7 марта 2009 года в матче «Шахтёр» — «Днепр» — 1:0.
14 июня 2009 года, попав в автомобильную аварию близ Тбилиси, был доставлен в больницу, где ему сделали операцию по удалению селезёнки. 3 марта 2010 года Бека приступил к полноценным тренировкам с молодёжным составом «Днепра».
После завершения футбольной карьеры уехал на работу в США.